# Особливий погляд
«Особливий погляд» (фр. Un Certain Regard) — друга за значимістю після основного конкурсу секція Каннського кінофестивалю. Проводиться з 1978 року за ініціативою тодішнього Генерального комісара фестивалю Жиля Жакоба.

Метою програми є представлення та просування «нетипових» для основного фестивального конкурсу фільмів, та їх маловідомих авторів. Для участі у конкурсі програми щороку обирається 20 фільмів.

## Головні нагороди
Починаючи з 2005 року переможець конкурсу Особливий погляд отримає грошову премію у розмірі 20 000 €, яка надається Фондом Groupama Gan pour le cinéma. Фільм-призер програми отримує підтримку у французькому прокаті.

## Переможці
| Рік  | Фільм                                | Оригінальна назва                          | Режисер               | Країна                                 |
| ---- | ------------------------------------ | ------------------------------------------ | --------------------- | -------------------------------------- |
| 1998 | Кіллер                               | Killer                                     | Дарежан Омірбаєв      | Казахстан*                             |
| 1999 | Красиві люди                         | Beautiful People                           | Ясмін Дізар           | Велика Британія, Боснія і Герцеговина* |
| 2000 | Жіночі таємниці                      | Things You Can Tell Just by Looking at Her | Родріго Ґарсіа        | Колумбія*                              |
| 2001 | Любов дитинства                      | Amour d'enfance                            | Ів Комон              | Франція*                               |
| 2002 | Благословенно Ваш                    | Sud Senaeha                                | Апічатпон Вірасетакул | Таїланд*                               |
| 2003 | Найкращі з молодих                   | La meglio gioventù                         | Марко Тулліо Джордана | Італія*                                |
| 2004 | Притулок                             | Moolaadé                                   | Усман Сембен          | Сенегал*                               |
| 2005 | Смерть пана Лазареску                | Moartea domnului Lăzărescu                 | Крісті Пую            | Румунія*                               |
| 2006 | Машина-люкс                          | Luxury Car (Jiāng chéng xià rì)            | Ван Чао               | КНР*                                   |
| 2007 | Мрії про Каліфорнію                  | California Dreamin                         | Крістіан Немеску      | Румунія                                |
| 2008 | Тюльпан                              | Тюльпан                                    | Сергій Дворцевой      | Казахстан                              |
| 2009 | Ікло                                 | Kynodontas                                 | Йоргос Лантімос       | Греція*                                |
| 2010 | Ха-ха-ха                             | Hahaha                                     | Хог Сансу             | Південна Корея*                        |
| 2011 | Аріран                               | Kim Ki-duk                                 | Кім Кі Дук            | Південна Корея                         |
| 2011 | Зупинка на перегоні                  | Halt auf freier Strecke                    | Андреас Дрезен        | Німеччина*                             |
| 2012 | Після Люсії                          | Después de Lucía                           | Мішель Франко         | Мексика*                               |
| 2013 | Зображення відсутнє                  | L'Image manquante                          | Рітхі Пань            | Камбоджа*                              |
| 2014 | Білий бог                            | Fehér isten                                | Корнель Мундруцо      | Угорщина*                              |
| 2015 | Барани                               | Hrútar                                     | Грімур Хаконарсон     | Ісландія*                              |
| 2016 | Найщасливіший день у житті Оллі Мякі | Hymyilevä mies                             | Юго Куосманен         | Фінляндія*                             |
| 2017 | Непідкупний                          | لِرد                                        | Мохаммад Расулоф      | Іран*                                  |
| 2018 | Кордон                               | Gräns                                      | Алі Аббасі            | Швеція* Данія*                         |
| 2019 | Невидиме життя                       | A Vida Invisível de Eurídice Gusmão‎        | Карім Айну            | Бразилія                               |

* Означає першу перемогу для країни

## Інші нагороди «Особливого погляду»
| Рік  | Фільм                                                    | Нагороджені                            | Національність     | Нагорода                              |
| ---- | -------------------------------------------------------- | -------------------------------------- | ------------------ | ------------------------------------- |
| 2014 | Сіль Землі (Le Sel de la Terre)                          | Вім Вендерс, Джуліано Рібейро Сальгадо | Німеччина Бразилія | Спеціальний приз «Особливого погляду» |
| 2019 | Сонце, яке ніколи не сідає (O que arde (Viendra le feu)) | Олів'є Лакс                            | /                  | Приз журі                             |
| 2019 | Кімната 212 (Chambre 212)                                | К'яра Мастроянні                       | Франція            | Найкраща акторська гра                |
| 2019 | Дилда (Дылда)                                            | Кантемір Балагов                       | Росія              | Найкращий режисер                     |
| 2019 | Свобода (Liberté)                                        | Альберт Серра                          | Іспанія            | Спеціальний приз журі                 |
| 2019 | Жанна (Jeanne)                                           | Брюно Дюмон                            | Франція            | Спеціальний приз журі                 |
| 2019 | Братська любов (La Femme de mon frère)                   | Монія Шокрі                            | Канада             | Приз Coup de Cœur                     |
| 2019 | Сходження (The Climb)                                    | Міхаель Ковіно                         | Франція            | Приз Coup de Cœur                     |